# Saint-Ouen-du-Mesnil-Oger

Saint-Ouen-du-Mesnil-Oger este o comună în departamentul Calvados, Franța. În 1 ianuarie 2022 avea o populație de 227 de locuitori.